# Wskaźnik rentowności sprzedaży
Wskaźnik rentowności sprzedaży (również: rentowność netto, ang. return on sales, ROS) – wskaźnik rentowności oznaczający udział zysku w przychodach ze sprzedaży.
W zależności od rodzaju wyniku finansowego (zysku) można skonstruować wiele wskaźników rentowności sprzedaży. Najczęściej jest on obliczany jako stosunek zysku netto do przychodów netto ze sprzedaży.
Wartość wskaźnika informuje o tym ile procent sprzedaży stanowi marża zysku po odliczeniu wszystkich kosztów i zapłaceniu podatków. Wyższy poziom tego wskaźnika wskazuje na korzystniejszą kondycję finansową przedsiębiorstwa. Pogorszenie wskaźnika oznacza, że przedsiębiorstwo musi zrealizować większe rozmiary sprzedaży do osiągnięcia określonej kwoty zysku.